# See What You Started by Continuing
See What You Started by Continuing è il nono album in studio del gruppo musicale statunitense Collective Soul, pubblicato il 2 ottobre 2015 dalla Vanguard Records.

## Tracce
1. This – 3:20
2. Hurricane – 3:18
3. Exposed – 3:08
4. Confession – 3:44
5. AYTA – 3:24
6. Contagious – 3:32
7. Life – 2:53
8. Am I Getting Through – 3:03
9. Memories of 2005 – 3:41
10. Tradition – 3:22
11. Without Me – 4:40

## Formazione
- Ed Roland – voce, chitarra, tastiera
- Jesse Triplett – chitarra solista
- Dean Roland – chitarra ritmica
- Will Turpin – basso, cori
- Johnny Rabb – batteria, percussioni